# Cutie Honey, la Guerrera del Amor
Cutie Honey, la Guerrera del Amor (en japonés: 新・キューティーハニー, en el sistema de romanización Hepburn: Shin Kyūtī Hanī, también conocida como New Super Android Cutey Honey o por el título de ADV Films New Cutey Honey) es una serie de anime japonesa de 1994 de la franquicia de medios Cutie Honey, creada por Go Nagai. Inspirada por la continua popularidad de la serie original de televisión Cutie Honey, de 1973, y anunciada por primera vez por Toei Video en octubre de 1993, fue la única producción de anime Cutie Honey con licencia de distribución en Estados Unidos hasta que Discotek Media lanzó la serie de 1973 en DVD, en noviembre de 2013. A diferencia de la original, se creó como una Animación Original en Vídeo (OVA, por sus siglas en inglés), un tipo de anime producido para su consumo en formato de vídeo. La empresa que lanzó las OVA en Estados Unidos fue ADV Films, y también se vendieron en el Reino Unido, Francia, Italia, Australia y Nueva Zelanda.
Ambientada cien años después de la original, sigue las aventuras de la protagonista, Honey Kisaragi, junto a sus amigos de la familia Hayami, mientras lucha contra los criminales en la ficticia Cosplay City. Honey, una androide femenina, tiene un dispositivo en su interior que le permite transformarse en varios personajes, o invocar armas y otros poderes al grito de «¡Honey Flash!». Los cuatro primeros episodios contienen una historia completa en la que Honey lucha contra las fuerzas de Dolmeck, un hombre temido incluso por otros criminales. En episodios posteriores derrota a otros enemigos que se han empoderado gracias al retorno de su antigua archienemiga, Panther Zora. El equipo de la serie tenía la intención de realizar al menos doce episodios, pero la terminó con ocho en 1995. El lanzamiento en DVD en 2004 incluyó un noveno episodio en formato CD drama, «Una historia de Navidad», que se había escrito, pero no filmado.
Cutie Honey, la Guerrera del Amor contiene muchos personajes y cameos de obras anteriores de Nagai, como Mazinger Z y Devilman. Ha inspirado sus propios productos, entre los que hay muchas figuras a escala de Honey. El doblaje de la serie en inglés realizado por ADV cuenta con la actuación de Jessica Calvello, a quien Nagai eligió para el papel protagonista. La respuesta de la crítica a la serie se ha centrado en el valor de la producción y en el trabajo de voz, y ha explorado las transformaciones de Honey —durante las cuales a menudo le quitan la ropa y muestran su cuerpo desnudo— en relación con su fuerte personalidad. También se la ha comparado y contrastado con otros animes basados en las obras de Nagai.

## Argumento
La trama de Cutie Honey, la Guerrera del Amor se sitúa cien años después de los acontecimientos de la serie de televisión original de 1973 Cutie Honey, en la ficticia Cosplay City. El alcalde Light (ライト市長, Raito shichō, con la voz de Sho Hayami en el original japonés y de Jason Douglas en el doblaje inglés) promete frenar la ola de delincuencia que asola a la ciudad y restaurar la paz. Sin embargo, en los cuatro primeros episodios, el autoproclamado «Señor de las Tinieblas», llamado Dolmeck (ドルメック, con las voces de Yūsaku Yara y Bryan Bounds), temido incluso por otros criminales, intenta frustrar sus esfuerzos. Una gran banda independiente de moteros mutantes armados y con hachas, junto con dos aliados de Dolmeck (Black Maiden (ブラックメイドン, con las voces de Taeko Yamada y Tamara Lo) —una chica muy joven y pelirroja que monta desnuda en un robot humanoide un poco más pequeño y puede mover objetos y personas por telequinesia; y Peeping Spider (ピーピングスパイダー, con las voces de Hirohiko Kakegawa y Guil Lunde), que lleva patas de araña robóticas decorativas y un telescopio trilocular electrónico, y puede usar tecnología sigilosamente, ver a través de objetos, percibir perturbaciones en el espacio-tiempo y atrapar personas en resistentes redes— atacan una reunión al aire libre entre el alcalde y sus conciudadanos. Luego, Dolmeck detiene a los atacantes y le pide al alcalde que gobierne la ciudad con él y bajo sus órdenes. La secretaria de Light, Honey Kisaragi (如月 ハニー, Kisaragi Hanī, con las voces de Michiko Neya y Jessica Calvello), desconocida por todos, es una ginoide que antes podía transformarse en la heroína pelirroja y con espada Cutie Honey, o invocar a otras personas y poderes, a menudo después de gritar "¡Honey Flash!". Más adelante, se enfrenta a la banda de moteros y a Deathstar, otra secuaz de Dolmeck, y, sin pretenderlo, recupera aquellas habilidades y recuerdos perdidos de antes de derrotar al grupo.
Light acepta luchar contra el crimen de la ciudad con la ayuda de Honey. Se traslada a la casa de Danbei Hayami (早見 団兵衛, Hayami Danbei, con las voces de Kōsei Tomita y Tristan MacAvery), un personaje que regresa de la serie Cutie Honey de 1973. Ahora es, al mismo tiempo, un cíborg de 150 años equipado con muchos sensores y herramientas, además de un pervertido que, con frecuencia, hace lo posible por ver a Honey desnuda e incluso le pide que se transforme para poder contemplarla. Viven allí con el joven nieto de Danbei, Chokkei (早見 直慶, Hayami Chokkei, con las voces de Rica Matsumoto y David Nance), que se enamora de Honey y desea ser como el alcalde Light, y con los padres de Chokkei, que intentaron robar un banco de la ciudad en el primer episodio. La madre de Chokkei, Daiko (早見 大子, Hayami Daiko, con las voces de Rica Fukami y Tiffany Grant) es una autoproclamada experta ladrona que puede pedir que su fuerza se incremente cuando su hijo está en peligro, y es una descendiente de Seiji Hayami, de la serie de televisión original. El padre de Chokkei, Akakabu (早見 赤カブ, Hayami Akakabu, con las voces de Wataru Takagi y Greg Stanley), ama a su esposa e hijo, pero, al igual que Danbei, no se abstiene de echar un vistazo a Honey cuando esta se ducha.
Honey recuerda que el esbirro al que derrotó se inyectó líquido de una «cápsula» para transformarse en un monstruo. Ella lucha contra otros consumidores de cápsulas, y a continuación busca la procedencia de estas. Tras derrotar a una distribuidora de cápsulas, Peeping Spider descubre y revela la verdadera naturaleza robot de Honey. Él secuestra a Chokkei y lo envía a la aeronave de Dolmeck, y Honey y el resto de los Hayami vuelan hasta allí para rescatarlo; luchan contra Peeping Spider, derrotan a Black Maiden y,en un momento determinado, atacan una gran estructura de la nave. Maiden se revela entonces como la renacida Panther Zora (archienemiga de Honey y líder de la Panther Claw en la serie original); Honey hiere a Dolmeck y su cuerpo libera las malignas almas caídas de los innumerables villanos que Honey ha matado. Zora las absorbe y su cuerpo evoluciona al de una mujer completamente adulta. Honey intenta volver a sellar el cuerpo de Dolmeck mientras Danbei destruye la aeronave. Después de que toda la familia Hayami haya escapado de la nave con la mochila-cohete de Danbei, Honey sale viva del interior de una roca que está cayendo.
Los cuatro episodios siguientes se desarrollan en un tiempo indeterminado después de la batalla contra Dolmeck. Chokkei se ha hecho mayor y se ha encariñado de Honey, y los Hayami permanecen con ella para luchar contra los antagonistas que se transforman y ganan su poder a través de la influencia directa de Zora. El alcalde Light rara vez aparece en esta parte de la serie. Una chica llamada Natsuko (夏子, con las voces de Junko Iwao y Jenny Strader) aparece en el quinto episodio como una criminal cuya intención es usar una bomba nuclear para obtener un rescate; se une al grupo de Honey en el sexto episodio. Con asiduidad, se queda cerca de Chokkei a quien, para fastidio suyo, llama «chico». A Honey, su presencia le recuerda a su vieja amiga, que se llamaba igual, y que en las versiones originales de Cutie Honey murió a manos de Sister Jill, y promete protegerla. Esto al principio confunde a Natsuko, hasta que Chokkei le explica la razón. En el séptimo episodio, Daiko (ahora líder de una «Alianza de Bandas de Matones Unidos») se va con Honey y los Hayami a rescatar a compañeros matones encarcelados por un ejército de «Cazadores de Matones», y cuenta que se enamoró de Akakabu por su perseverancia en una lucha anterior contra ella. Peeping Spider regresa en el octavo y último episodio; en él, Honey y sus amigos lo capturan y utilizan su tecnología para vencer a un ladrón teletransportador de oro.

## Producción

### Contexto y desarrollo

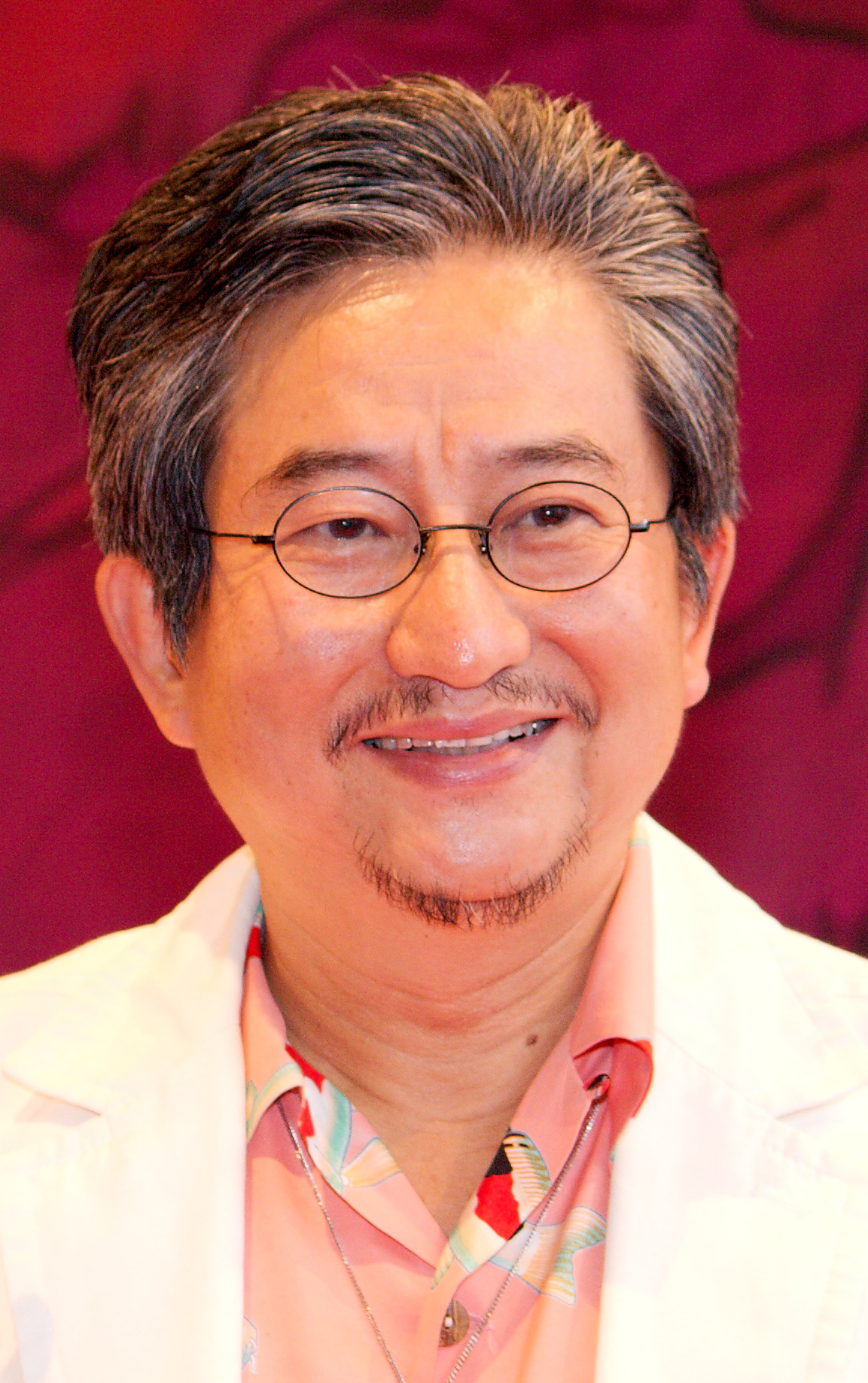
Go Nagai, creador de la franquicia Cutie Honey

La primera versión anime de Cutie Honey se emitió el 13 de octubre de 1973 al 30 de marzo de 1974, al mismo tiempo que el manga Cutie Honey, de Go Nagai, que se había comenzado a publicar el 1 de octubre de 1973. Fred Patten escribió en las notas de la carátula del CD The Best of Anime, de Rhino Entertainment (1998) que la serie, incluso sin traducir, era una de las favoritas de los primeros clubes de fans del anime por sus secuencias de transformación nudista y sus insinuaciones. Aun cuando la momentánea desnudez se volvió habitual en el anime de la década de 1980, la continua popularidad de Honey inspiró la creación de Cutie Honey, la Guerrera del Amor, en 1994. El 12 de octubre de 1993, Toei Video anunció la serie en una rueda de prensa con la asistencia de Go Nagai; el director de la serie, Yasuchika Nagaoka; Hitomi (la vocalista del grupo Les 5-4-3-2-1, que interpreta en japonés el tema principal de la serie); y Neya y Matsumoto, los actores de las voces japonesas de Honey y Chokkei respectivamente.
El nombre japonés de la serie, 新・キューティーハニー, se latinizó oficialmente como New Super Android Cutey Honey o New Cutey Honey. En español, se la conoce como Cutie Honey, la Guerrera del Amor. También se ha escrito «Cutie» en lugar de «Cutey». A diferencia del Cutie Honey original, la serie es una OVA (en español, Animación Original en Vídeo), hecha para formatos de vídeo caseros, como la cinta VHS. Las OVA son conocidas por una mayor calidad que las series anime de televisión, y en Toei les pareció que la nueva Honey era de una calidad especialmente alta porque, según ellos, cada episodio utiliza diez mil cels, lo que triplica el número usual. En noviembre de 1994, la coordinadora de la serie, Naoko Takahashi, dijo que Honey estaba programada para durar doce episodios, y que más adelante valorarían alargarla, pero la serie se interrumpió en el octavo episodio, que se estrenó a finales de noviembre de 1995. En varias escenas de ese episodio hay primeros planos sin sombra y aparecen personajes parcialmente dibujados a los que les falta una o ambas piernas. El guion para el noveno episodio programado se produjo como CD drama, con las voces de los actores originales de la serie. Su doblaje en inglés, realizado por ADV Films en 1998, cuenta con Jessica Calvello, elegida personalmente por Nagai para interpretar la voz de Honey. En un mensaje publicado en los foros de Anime en DVD, el actor de voz y escritor George Manley —que ha trabajado para la ADV con sede en Houston— destacó los trabajos de Neya y de Calvello como Honey, como ejemplos de interpretaciones «impresionantes», y dijo que, de la serie, cuyo doblaje se estrenó cuatro años antes de que él comenzara el trabajo de voz, «fue el título, y frecuentemente lo reconozco, lo que me devolvió las ganas de volver a ver anime y despertó en mí la reflexión “¡Guau! Me pregunto qué pasaría si me mudara a Houston...”».

### Temas y cameos
En la convención Anime America de 1994, Nagai habló sobre el contraste entre Honey y la oscura Cosplay City: «Pensé... bueno, ¿qué haría Honey-chan si apareciera en una oscura ciudad futurista como la de BATMAN? En la película BATMAN todo es oscuro. Entorno oscuro y personajes oscuros. Sin embargo, en el caso de Honey-chan, ella es súper jovial y alegre. Realmente, resalta debido al entorno oscuro». Él pensaba que Cutie Honey, la Guerrera del Amor difería de otros animes que se centran en la presentación del entorno y de los personajes, y que Honey, en cambio, «hace sus propias jugadas y lleva consigo toda la historia». Sobre la relativa debilidad de los personajes masculinos en la serie, dijo «Honey-chan es como una madre, y le encanta proteger a los hombres débiles. La existencia de esos hombres es su razón de ser, como “¡Ah! tengo que luchar para protegerte”».
Honey rinde homenaje a algunas de las otras creaciones de Nagai, como las series Mazinger Z y Devilman; solo en los dos primeros episodios se incluyen muchos cameos. En el primero, se muestra al alcalde Light y a Chokkei en una foto con personajes de mangas de Nagai, como Harenchi Gakuen, Iyahaya Nantomo y Oira Sukeban mientras que el personaje principal de Devilman aparece como una gárgola, En el segundo episodio, hay una escena en un mercado del centro de Cosplay City con cameos de Hige Godzilla, de Harenchi Gakuen y de Naojiro Abashiri, de La familia Abashiri;, en una escena en el dormitorio de Honey se ve un busto de Mazinger Z y una foto enmarcada de su padre, el Dr. Kisaragi; y varias escenas muestran a Sayaka Yumi, de Mazinger Z, y a Kikunosuke, de La familia Abashiri, además de un personaje sin nombre de La Máscara Espléndida cuando se convierten en estatuas envueltas en plástico. El traje ceñido y de cuerpo entero de Cutie Honey tiene el mismo diseño y el esquema tricolor (azul, negro y rojo) que el del manga original de Nagai, pero la abertura del pecho, con bordes laterales redondeados, se parece a la de su atuendo anime de 1973. La secuencia inicial utilizada en los cuatro primeros episodios muestra versiones de las siete formas originales de Honey en la serie de televisión: Kisaragi, Huracán, Misty, Idol, Flash, Fantasy y Cutie. Las técnicas de Danbei parodian las de los superrobots de Nagai Mazinger Z y Grendizer. Los episodios posteriores cuentan con apariciones de Akira Fudo, de Devilman, y la profesora Kabuto, de Mazinger Z. En el episodio 7 Honey se transforma en Kouji Kabuto. La secuencia del título de los episodios del 5 al 8 cuenta con Sirène, la némesis de Devilman, y Akira Fudo, de Devilman, junto con Juzo Kabuto, de Mazinger Z. En el episodio 3, se puede ver brevemente a Devilman como uno de los guitarristas de apoyo del antiguo antagonista Saline.

## Medios de comunicación

### Episodios y estrenos
Los ocho episodios de 25 minutos de Cutie Honey, la Guerrera del Amor están dirigidos por Yasuchika Nagaoka y producidos por Toei Video, con los servicios de animación de Studio Junio. En Japón, sus nombres vienen precedidos por «Escena», seguido del número del episodio. El título de cada episodio, a partir del quinto, va precedido de «Dark Army Story (闇の軍団編, Yami no gundan hen)». ADV Films lanzó la serie en cuatro cintas VHS de dos episodios, con subtítulos en inglés. Las versiones subtituladas se estrenaron entre 1994 y 1996, y el doblaje en inglés de los episodios se realizó en 1998. A Cutie Honey, la Guerrera del Amor le siguió la serie de televisión de 1997 Cutie Honey Flash y los tres episodios OVA de 2004 Re: Cutie Honey.
La serie ha sido reeditada muchas veces para diferentes mercados, y, finalmente, se emitió en televisión y se publicó en Internet. Las versiones de cuatro cintas VHS se estrenaron en Francia e Italia en 1996: la versión francesa (llamada también Cutey Honey: La Guerrière de L'amour) fue doblada por Chinkel y lanzada por Dynamic Visions (ahora conocida como Dibex), y la versión italiana (Cutey Honey: La Combattente Dell'Amore) fue lanzada por Dynamic Italia (ahora Dynit). Toei volvió a lanzar toda la serie en DVD el 21 de mayo de 2004 con el nombre «Pack completo de Cutie Honey, la Guerrera del Amor». El lanzamiento incluyó un CD drama denominado Kurisumasu ni Noroi no Yuki ga Furu (クリスマスに呪いの雪が降る, lit. Maldita nevada en Navidad), basado en un guion para un noveno episodio que no se llegó a filmar. ADV reeditó la serie en dos colecciones de DVD en noviembre y diciembre de 2000, en una única edición de dos discos de Anime Esencial el 25 de mayo de 2004, y en un paquete de tres DVD con la OVA La Máscara Espléndida en abril de 2008. En el Reino Unido, la serie se editó en dos DVD lanzados el 20 de septiembre y el 15 de noviembre de 2004 por ADV Films UK. Madman Entertainment siguió con una colección de dos DVD, lanzada en Australia el 2 de febrero de 2007 y en Nueva Zelanda el 14 de marzo del mismo año. Entre enero y abril de 2003 se emitieron dos episodios al mes en la cadena de televisión por satélite Toei Channel y de abril a mayo de 2004 se publicaron los episodios en el sitio web Anime Network. Anime Network añadió la serie a su servicio bajo demanda de jugadores en línea el 9 de julio de 2009. Para entonces, ADV había vendido muchos de sus activos: el 1 de junio de ese año, la compañía transfirió licencias de Honey y otras obras a AEsir Holdings; su rama de distribución de vídeo a Section23 Films; y Anime Network a Valkyrie Media Partners. La licencia pasó recientemente a Discotek Media para un lanzamiento en Blu-ray el 30 de julio de 2019.
Al escritor Kurōdo Kyū (クロード·Q, lit. "Claude Q") y al compositor Takeo Watanabe se les atribuyen los dos temas iniciales de la serie: Cutie Honey, interpretado por Les 5-4-3-2-1 en los primeros cuatro episodios; y Cutie Honey (versión inglesa), traducido por Masaki Takjao, adaptado por Takao Konishi e interpretado por Mayukiss en los siguientes cuatro episodios. Los temas se basan en la canción Cutie Honey de la serie original. El tema inglés, que tiene un ritmo más suave que la versión de Les 5-4-3-2-1, también se utiliza para los episodios anteriores en el lanzamiento de los DVD que hizo ADV en noviembre de 2000. Se usan tres temas finales: Les 5-4-3-2-1 adaptaron e interpretaron Circle Game para el primer y segundo episodio, y Rendez-vous in Space para el tercero, y Mayuki Hiramatsu interpretó Legend of Good-Bye para los episodios del 5 al 8.

### Bandas sonoras
La música de Cutie Honey, la Guerrera del Amor se ha editado en varias bandas sonoras, y parte de la música se ha reeditado en álbumes recopilatorios. La primera banda sonora, New Super Android Cutey Honey: Music Collection Vol. 1 (COCC-11513), fue lanzado el 21 de febrero de 1994 por Nippon Columbia Co. Ltd. (ahora Columbia Music Entertainment). Incluye Cutie Honey de Les 5-4-3-2-1, que se anunció como una versión del original «más bailable», y Circle Game. También cuenta con el trabajo de guitarra de Yoshio Nomura, la música de fondo de Kazuhiko Toyama, y el diálogo entre los protagonistas Honey y Chokkei. Le siguió Music Collection Vol. 2 (COCC-11840) el 21 de junio de 1994, que incluye una versión de Cutie Honey cantada por Michiko Neya, junto con Burning Up!, el tema de Saline utilizado en el tercer episodio; Special Vocal Collection (COCC-12543) el 29 de abril de 1995; y Music Collection Vol. 3 (COCC-12551), que contiene el tema inglés Cutie Honey, el 1 de junio de 1995.
La recopilación de tres CD Gō Nagai Collection:  Dynamic Production World ~True Music Version~ (永井豪作品集 永井豪&ダイナミック・プロの世界～真・音楽篇～), lanzada en junio de 1998, incluye la versión de Cutie Honey de Les 5-4-3-2-1 en la última de los 71 temas. La recopilación de 2004 Cutie Honey Song Collection Special contiene seis temas de Cutie Honey, la Guerrera del Amor.

### Productos
Cutie Honey, la Guerrera del Amor y sus personajes han inspirado una amplia gama de productos, y el personaje de Honey, en particular, dio pie a la comercialización de muchas maquetas y figuras. Cutie Honey Perfect Guide (Guía perfecta de “Cutie Honey, la Guerrera del Amor”), un libro artístico con descripciones de los personajes, entrevistas y resúmenes detallados de los dos primeros episodios, fue publicada por Keibunsha el 19 de mayo de 1994. El 11 de noviembre de ese año, a esta guía le siguió New Cutey Honey Perfect Guide Vol. 2, centrada en los dos siguientes capítulos. Los dos libros contienen información sobre otros productos inspirados en la serie, como tarjetas telefónicas temáticas de Honey, pósteres, camisetas, una figura de Honey a escala 1/6 creada por Noriyasu Tsushima, cajas de pinturas, materiales de producción y estuches. Una serie especial llamada Flash.1, Tenshi no kyūjitsu (天使の休日, lit. Vacaciones del ángel), se estrenó en VHS y en Laserdisc el 21 de noviembre de 1994; incluye 30 minutos de escenas seleccionadas de los cuatro primeros episodios y apariciones de Nagai, Nagaoka, Neya, Matsumoto y Fukami. En diciembre de 2005, se publicó un libro de MEF de 283 páginas que contenía dibujos y material de producción de Cutie Honey, la Guerrera del Amor y el videojuego Cutie Honey FX de 1995.
Banpresto comercializó dos conjuntos de seis figuras de Honey, inspiradas en varias formas que adopta a lo largo de la serie. En ambos hay tres figuras comunes: una en su forma de Cutie, otra en su forma de Reina S&M y una en su forma acorazada con la armadura rota (forma que adopta en una batalla del octavo episodio). Las figuras a escala 1/8 en forma de Cutie y en la forma estándar Kisaragi, la última adoptada al final del primer episodio, fueron creadas por Volks; ambas la muestran con un pie sobre una base etiquetada como "CH". En los años 2000 y 2001 se comercializó en edición limitada una figura a escala 1/6 de Cutie Honey recostada de lado, con su espada en la mano. Kurushima diseñó tres figuras de Honey a escala 1/5.5 con su traje de buceo (del sexto episodio), su ropa de tenis (de la secuencia de títulos en inglés) y en su forma Kisaragi. Se comercializaron entre finales de 2002 y principios de 2004. Yu Makimura, de Left-Hand, diseñó las figuras de Honey a escala 1/6 basadas en las formas de Cutie y de Kisaragi, y las figuras a escala 1/5.5, en las formas de Cutie y parcialmente acorazada.

## Recepción
Chris Beveridge, de Anime en DVD (ahora parte de Mania.com), emitió una crítica positiva de las dos colecciones de New Cutey Honey Collection, publicadas en 2000 por ADV. «Estaba realmente impresionado con el valor de la producción de esta obra» y dijo que era «bastante divertida, especialmente para aquellos que buscan un fan service con un poco más de inteligencia y estilo que algunas de las otras opciones que hay por ahí». En el sitio web Anime Jump, dos reseñas sobre Honey divergían en gran medida: el encargado de la web, Mike Toole, puntuó la serie con 3.5 de 5 estrellas y la definió como «un montón de diversión, una comedia de acción ligera y sabrosa que es... animada, estúpida e irónica», y elogió el diseño de los personajes diciendo que «los diseños originales (¡y bastante atractivos!) de los personajes de Go Nagai son impecables»; Jason Carter elogió el trabajo de voz de Calvello en su reseña tras el estreno de ADV en 2004, pero la puntuó con 1.5 de 5 estrellas, y dijo que gran parte de Cosplay City «no se decide entre parecer una metrópolis moderna y corriente y parecer una especie de ciudad de los pitufos construida con malvaviscos contaminados». Para concluir, afirmó que «los personajes son en gran parte fastidiosos, la trama está trillada, la desnudez es absurda, las peleas no son nada del otro mundo, y, a la larga, todo el conjunto es un sinsentido, como dejan muy claro los intentos posteriores de la serie de desarrollar a Honey como persona». Sandra Dozier, de DVD Verdict, también quedó poco impresionada con Honey: «Puedo entender por qué es popular: una animación brillante, chicas bien dotadas, ropa escasa. Sin embargo, si eso no es lo que te va, hay muy poco que pueda atraerte de esta serie».
Los críticos mencionaron la influencia de Go Nagai en Cutie Honey, la Guerrera del Amor; algunos consideraron que está entre los mejores animes basados en sus obras, mientras que otros prefirieron otras series. Dozier dijo que Nagai es «reconocido en el mundo del anime como un artista y narrador influyente, famoso por sus preferencias de raciones extra de desnudez y violencia en sus obras», y que tal influencia «se manifiesta claramente» en la serie. Carlos Ross, de THEM Anime, dio calificaciones negativas a los primeros animes de Nagai, pero de Honey dijo que era «otro anime inspirado en Go Nagai que el sentido común dictaría que desde THEM lo calificáramos con dureza, pero es que, en realidad, lo disfrutamos inmensamente», mientras que se refirió a los «horribles telones de fondo y personajes de aspecto extraño» como lo «habitual en Go Nagai». Beveridge aseguró que le había gustado mucho más Honey que otras obras de Nagai, pero que «realmente no es mucho más que un fan service ligeramente disimulado con algo parecido a una historia». Scott Green, del sitio web Ain't It Cool News, elogió «el insípido sentido que tiene Nagai de lo extraño», como «momento cumbre» de la serie, y dijo que su «estilo norteamericano brillante en el diseño de superhéroes, con rarezas calidoscópicas, desnudez y violencia cómicamente innecesarias» hacen de la serie un «disparate divertido». En su crítica negativa, Carter dijo que Devil Lady, inspirada en Devilman, era un anime más entretenido con una idea similar a «mujer con un cuerpazo impresionante luchando contra monstruos».
Muchos críticos también compararon la interpretación del personaje protagonista Honey como una figura poderosa que muestra su cuerpo a través de las secuencias nudistas de transformación. Susan J. Napier, autora de Anime from Akira to Princess Mononoke, estableció diferencias entre la serie y animes más pornográfico como Wicked City, Twin Dolls y La Blue Girl. Según Napier, la serie «envía mensajes contradictorios» porque, aunque Honey tiene gran fuerza y heroísmo, sus transformaciones son de naturaleza muy sexual. Escribió que «al potencial espectador masculino se le invita a participar en el acto de desnudar y vestir su cuerpo desnudo, mientras que tanto al espectador masculino como al femenino se les permite la participación indirecta en el eufórico proceso de transformación», pero rápidamente añadió: «A pesar de los aspectos retrógrados y voyeristas de su caracterización, todavía es claramente la heroína de la película, digna de admiración y emulación... en las varias escenas violentas de la película que ella mantiene bajo control». Dozier no estuvo de acuerdo con esa opinión: «Honey tiene un atractivo como luchadora y como alguien que se preocupa mucho por las personas que le importan, pero su pasado androide y su vida familiar no se exploran con suficiente profundidad; básicamente, está demasiado ocupada metiéndose en situaciones comprometedoras y luchando contra el mal". 
Tanto Dozier como la presidenta de Yuricon, Erica Friedman, escribieron sobre la naturaleza sexual de Honey, incluido el deseo lésbico de la Princesa Joya (una de las enemigas de Honey) hacia ella en el segundo episodio. Friedman (que había buscado ese «yuri implícito» en el manga Cutie Honey) llamó a la aparición de la princesa «justo* lo que esperaba», y elogió el cambio de Honey a la forma de Reina S&M como respuesta. Ross dijo sobre la serie: «Aparentemente es explotadora, increíblemente sexista, y era de esperar que las mujeres que forman parte de mi familia se indignaran, pero no, se partían el culo por lo descarado que era y, aun así, Honey nunca fue cosificada en toda la serie». Además, escribe: «Honey Kisaragi es un personaje extremadamente fuerte que no está angustiada. ¡Si alguien necesita ayuda en esta serie son los chicos!". Toole dijo que Jessica Calvello «da al personaje un aspecto de chica gruñona y dura que estaba ostensiblemente ausente en la versión original», mientras que Dozier dijo que Calvello plasmó «la combinación de inocencia y bravura (de Honey) que es a la vez tan confusa y, sin embargo, tan apropiada". Beveridge dijo que las «secuencias de lucha están bastante bien hechas y proporcionan momentos divertidos al ver a Honey luchar contra diversas formas demoníacas», pero concluyó diciendo que el objetivo principal de Honey es exhibir los cambios de la heroína principal: «Venga, seamos sinceros. La mitad de las secuencias son transformaciones con desnudos integrales. ¡Son geniales!».